# Joe Cutajar
Joseph Cutajar, conosciuto principalmente come Joe Cutajar (La Valletta, 27 gennaio 1941 – La Valletta, 7 marzo 2024), è stato un cantante maltese, che rappresentò Malta all'Eurovision Song Contest 1972 con il brano L-imħabba, in duetto con Helen Micallef.

## Biografia
Joe Cutajar partecipò al Malta Song Festival nel 1969, vincendo il premio come miglior cantante, e nell'edizione del 1984 vinse il primo premio con la canzone Messaġġ ta' Sliem.
Avendo già vinto il Malta Song Festival pochi mesi prima con la canzone, L-imħabba, originariamente cantata da Carmen Vella e Mary Rose Mallia, nel 1972 venne selezionato per rappresentare il suo paese all'Eurovision Song Contest in duetto con Helen Micallef. Alla finale dell'Eurovision, che si tenne il 25 maggio 1972 ad Edimburgo, si piazzarono all'ultimo posto su 18 partecipanti, con 48 punti totalizzati.

## Discografia

### Album
- 1977 - This Is Cutajar

### Singoli
- 1972 - L-imħabba (con Helen Micallef)
- 1977 - It's Take Off Time (con i Falconiers e gli Incorvaja Twins)
- Ftakar/Kantaw magħna (con gli Incorvaja Twins)